# Ivan Lietava
Ivan Lietava (* 20. Juli 1983 in Bratislava) ist ein slowakischer Fußballspieler.

## Jugend
Lietava spielte in seiner Jugend für ŠK Šenkvice und ŠK Cífer. 

## Vereinskarriere
Den ersten Profivertrag bekam Lietava beim FC Spartak Trnava, wo er in der Spielzeit 2003/04 gespielt hat. Nach zwei sehr guten Spielzeiten beim FK AS Trenčín lief es beim FK Dukla Banská Bystrica nicht ganz so gut. Lietava ist 2007 zum MŠK Žilina gekommen, er wurde in der Spielzeit 2008/09 nach Denizlispor verliehen und im Sommer 2010 hat er einen Vierjahresvertrag beim Konyaspor bekommen. Im Dezember 2010 kehrte er nach sechs Monaten aus der Türkei zurück und hat beim  MŠK Žilina einen Zweijahresvertrag unterschrieben. In Žilina spielt er mit Nummer 39, so wie Nicolas Anelka beim FC Chelsea. Anelka ist auch sein Rufname.

## Nationalmannschaft
Lietava bestritt sechs Spiele in der slowakischen U-21-Nationalmannschaft in UEFA Wettbewerben und erzielte vier Tore. Zudem gehörte er auch zum Kader der Slowakischen Nationalmannschaft, bestritt aber noch kein Länderspiel.

## Erfolge
- Meister der Slowakei: 2009/10